# Rulouri cu scorțișoară
Ruloul cu scorțișoară (cunoscut și sub numele de chiflă cu scorțișoară, sau melc cu scorțișoară) este un rulou dulce servit în mod obișnuit în Europa de Nord (în principal în țările nordice, dar și în Austria, Estonia, Țările de Jos și Germania) și America de Nord. În Suedia se numește kanelbulle, în Danemarca — kanelsnegl, în Norvegia este cunoscut sub numele de kanelbolle, skillingsbolle, kanelsnurr sau kanel i svingene, în Finlanda este denumit korvapuusti, în Islanda este kanilsnúður, iar în Estonia — kaneelirull. În Austria și Germania, se numește Zimtschnecke. În Slovacia și Republica Cehă, se numește škoricové slimáky/skořicoví šneci (însemnând „melci cu scorțișoară”).

## Patiserie

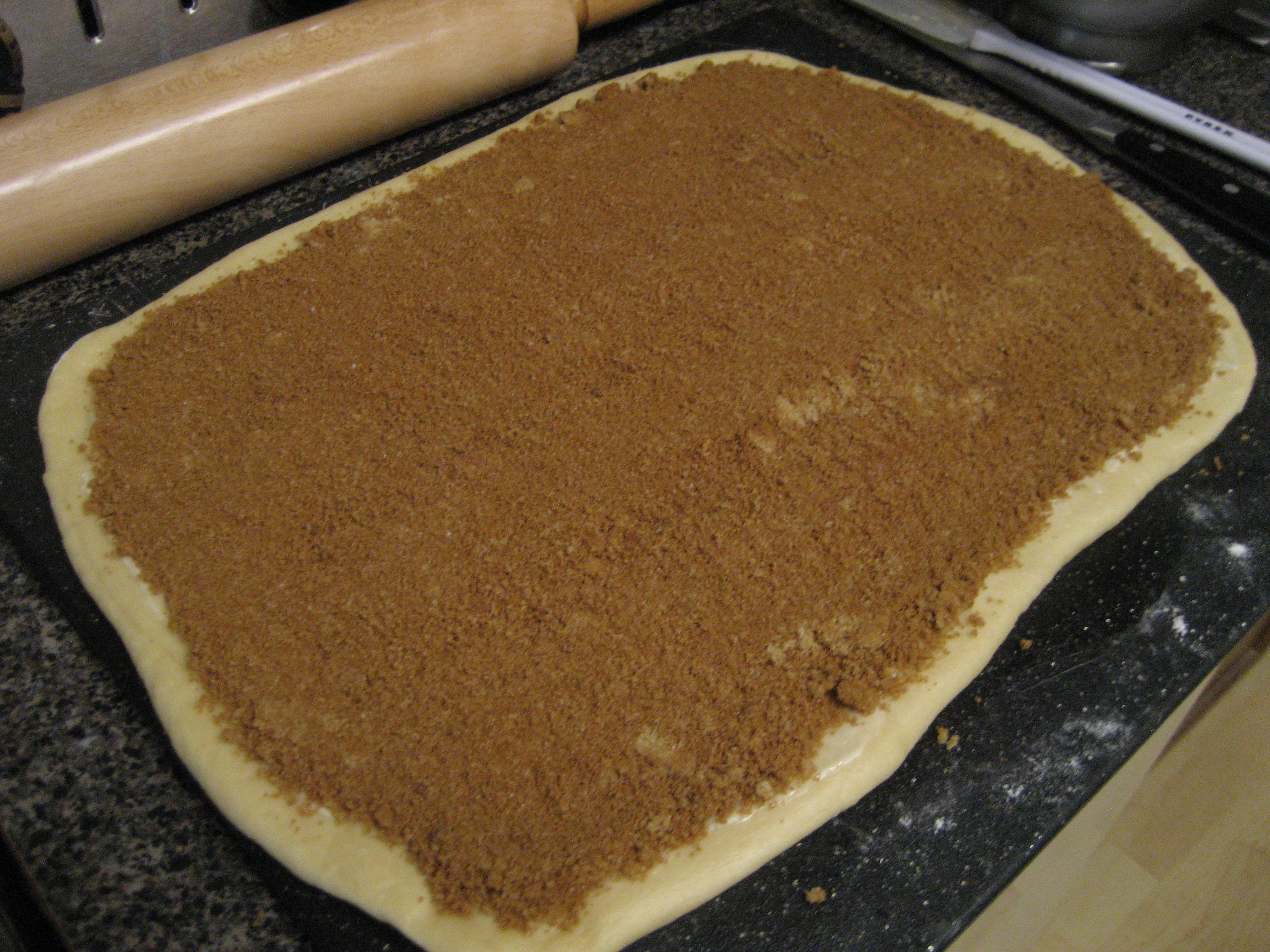
Amestecul de scorțișoară se întinde pe aluat înainte de rulare

Un rulou de scorțișoară constă dintr-o foaie de aluat cu drojdie rulată, pe care se întinde un amestec de scorțișoară și zahăr (zahăr brun, stafide sau alte ingrediente în unele cazuri) peste un strat subțire de unt. Aluatul este apoi rulat, tăiat în porții individuale și copt. Dacă este prăjit, ies gogoși cu scorțișoară. Ingredientele principale sunt făina, scorțișoara, zahărul și untul, care oferă o aromă robustă și dulce.

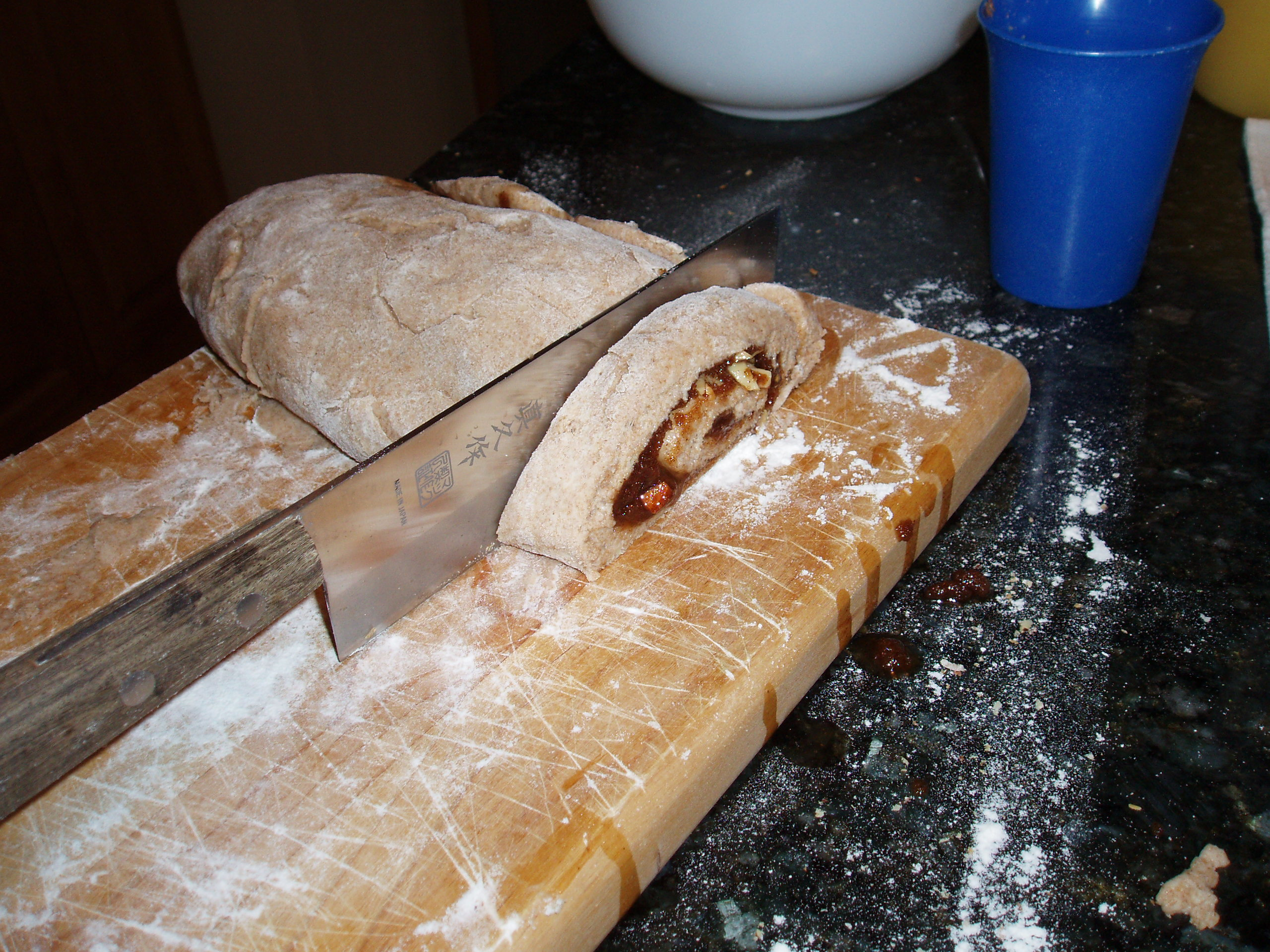
Aluat crud pentru rulouri cu scorțișoară care este tăiat în rulouri individuale înainte de a fi copt

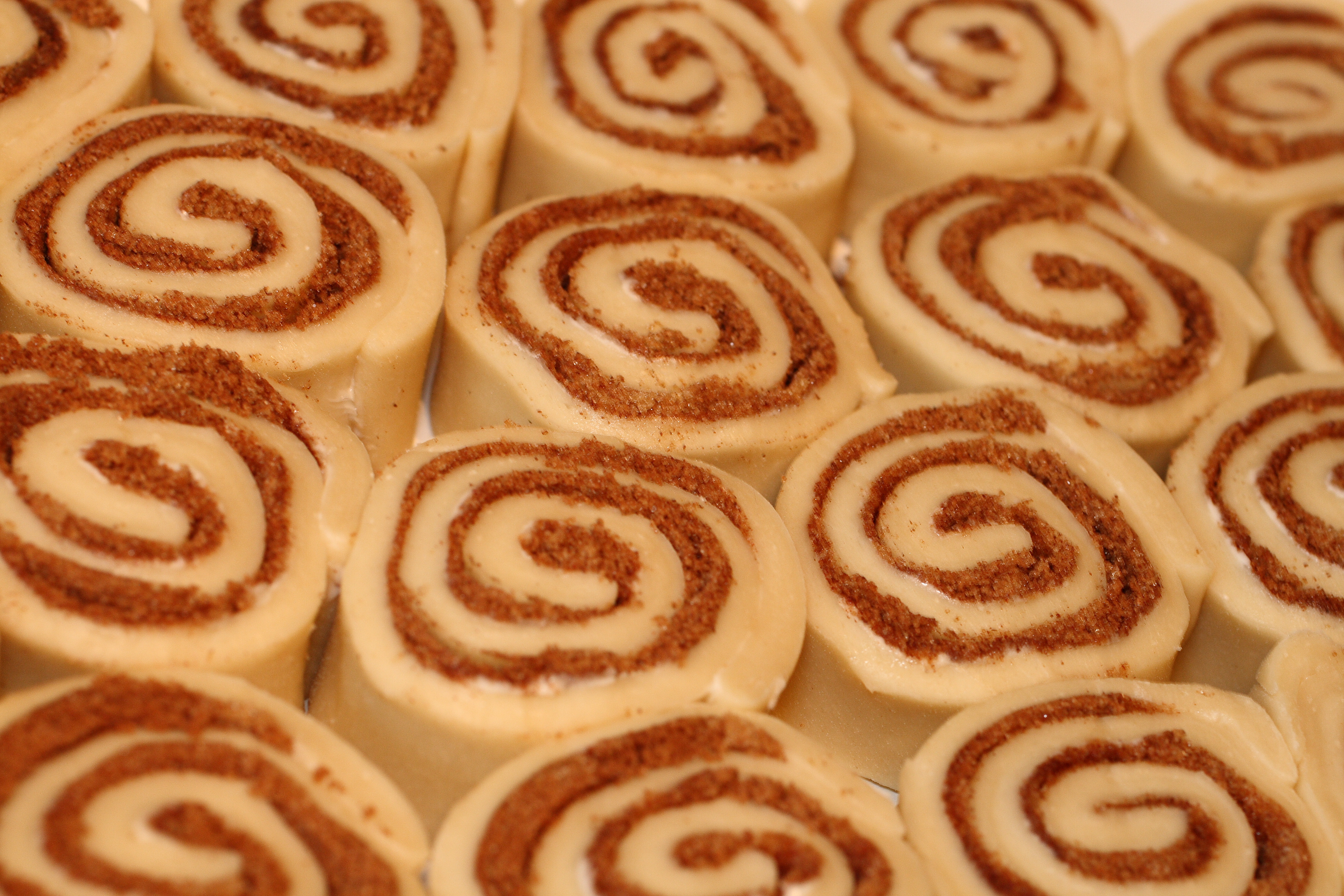
Chifle cu scorțișoară înainte de coacere

## Origini
În Europa, scorțișoara a fost adusă din Sri Lanka de către negustorii romani de mirodenii.
Condimentul a început ulterior să fie folosit în produsele de patiserie suedeze, kanelbulle modern („chiflă cu scorțișoară”) fiind creat după Primul Război Mondial. Din 1999, ziua de 4 octombrie a fost promovată ca Ziua Scorțișoarei (Kanelbullens dag), o zi tematică națională, recunoscută de o parte semnificativă a populației suedeze. Aluatul suedez de kanelbulle conține de obicei și cardamom (praf sau muguri), dându-i o aromă distinctivă.
Dimensiunea unui rulou cu scorțișoară variază de la un loc la altul, dar mulți vânzători furnizează o dimensiune mai mică de aproximativ 5 cm în diametru și o dimensiune mai mare de aproximativ 10 cm. Cea mai mare dimensiune poate fi găsită în Finlanda, numită korvapuusti (în traducere liberă, „urecheata”), unde poate fi până la 20 cm în diametru și cântăresc până la 200 g. 
Haga, un cartier al Göteborgului, este bine cunoscut pentru chiflele sale foarte mari cu scorțișoară. Aceste chifle cu scorțișoară sunt numite hagabullar sau Regina Bucătăriei. Hagabullarul are de obicei 30 cm sau mai mult în diametru și, în ciuda dimensiunii lor, nu sunt considerate un rulou obișnuit.

## Variații naționale
Butterkaka suedez și bostonkakku finlandez („tort Boston”) este o prăjitură făcută prin coacerea rulourilor cu scorțișoară într-o tavă rotundă de tort, care nu sunt gătite separat, ci se lipesc și formează un tort mare și rotund.
Un model german, care urmează îndeaproape forma patiseriei scandinave, originar din Hamburg și din împrejurimi este Franzbrötchen, un produs de patiserie cu scorțișoară inspirat de croissantul francez fără scorțișoară.
Rulourile americane cu scorțișoară sunt adesea mari, coapte într-o tigaie și acoperite cu glazură (de obicei pe bază de zahăr) și uneori sunt prăjite, glazurate apoi și servite ca variantă de gogoașă. Există și combinații regionale: în Vestul Mijlociu american, în special în Nebraska și Kansas, rulourile cu scorțișoară sunt consumate în mod obișnuit cu chili.
În Canada, sunt cunoscute ca rulouri de scorțișoară sau chifle cu scorțișoară. De obicei nu li se adaugă glazură și nu au stafide. Pot avea atât de multă scorțișoară încât sunt picante la gust.
În Austria și Germania, acestea sunt disponibile pe scară largă în supermarketuri și brutării. Împreună cu Topfengolatsche, Buttercroissant și Faschingskrapfen sunt un produs de patiserie specific servit cu cafeaua de după-amiază.
În Slovacia, aceste produse de patiserie sunt de obicei modelate în forme mici, rotunde, asemănătoare cu cuiburile de albine sălbatice sau viespi. În Republica Cehă, acestea pot fi găsite și în formă de spirală conică. Cel mai adesea sunt umplute cu o compoziție din scorțișoară sau pot conține budincă de nuci, cacao sau vanilie. Ingredientele tipice includ făină de grâu, lapte, unt, zahăr, ouă și drojdie.

## Tradițiile rulourilor cu scorțișoară
În Suedia și Finlanda, chiflele cu scorțișoară sunt în mod tradițional savurate în timpul unei fika, întâlnire la care se consumă cafea și/sau produse de patiserie. Această fika se ține de obicei după-amiaza, între colegi în timpul unei pauze, între prieteni sau în familie. Ziua națională a chiflei cu scorțișoară (Kanelbullens dag) este sărbătorită pe 4 octombrie în Suedia și Finlanda.
În Danemarca, chiflele cu scorțișoară sunt deosebit de populare miercurea, unde se vinde un model foarte mare numit „melcul de miercuri”. Această tradiție a fost inventată special în anii 1990, când echipa națională de fotbal își avea de obicei meciurile în zilele de miercuri.
În America de Nord, este consumat în mod obișnuit la micul dejun sau la desert. Când este consumat la micul dejun în SUA, poate fi servit cu glazură de cremă de brânză.
Rulourile cu scorțișoară sunt deosebit de populare în timpul sezonului de Crăciun atât în Slovacia, cât și în Republica Cehă. Ele fac parte din masa tradițională de Crăciun în multe gospodării, alături de alte delicii festive, cum ar fi biscuiții sub formă de semilună cu vanilie (vanilkové rožteky) și prăjiturile linzer.

## Galerie

Variante naționale
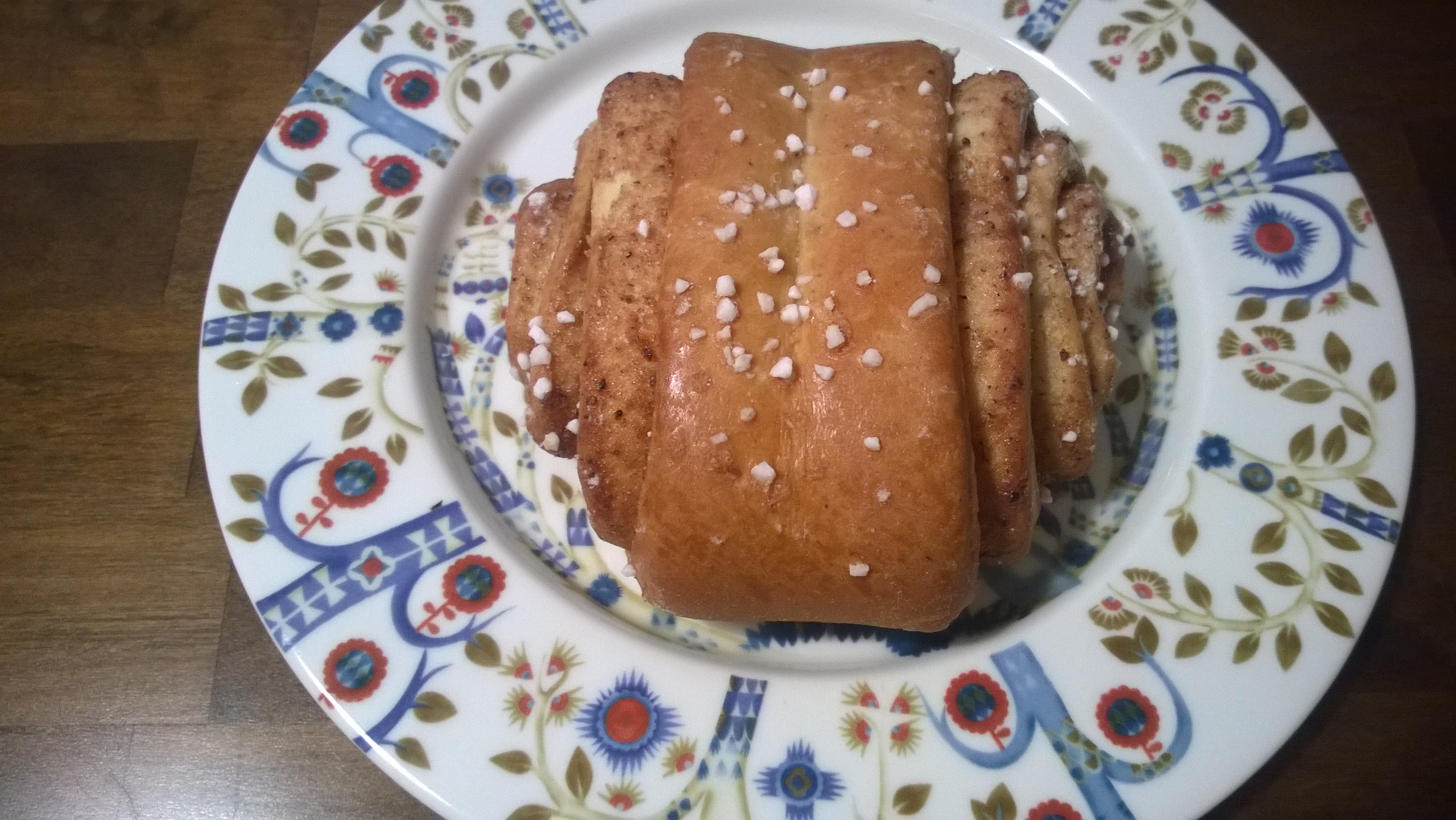
Korvapuusti finlandez
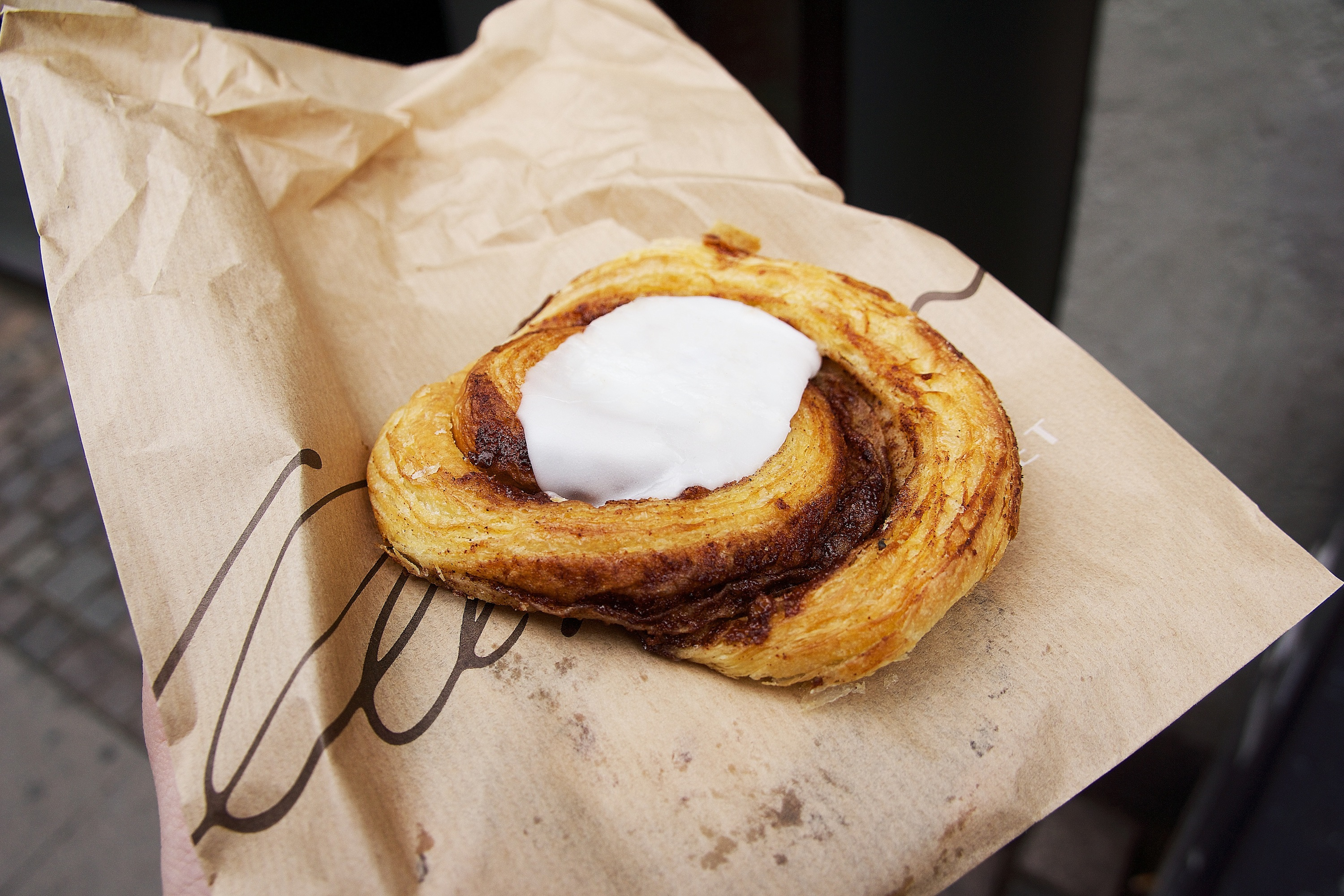
Kanelsnegl danez
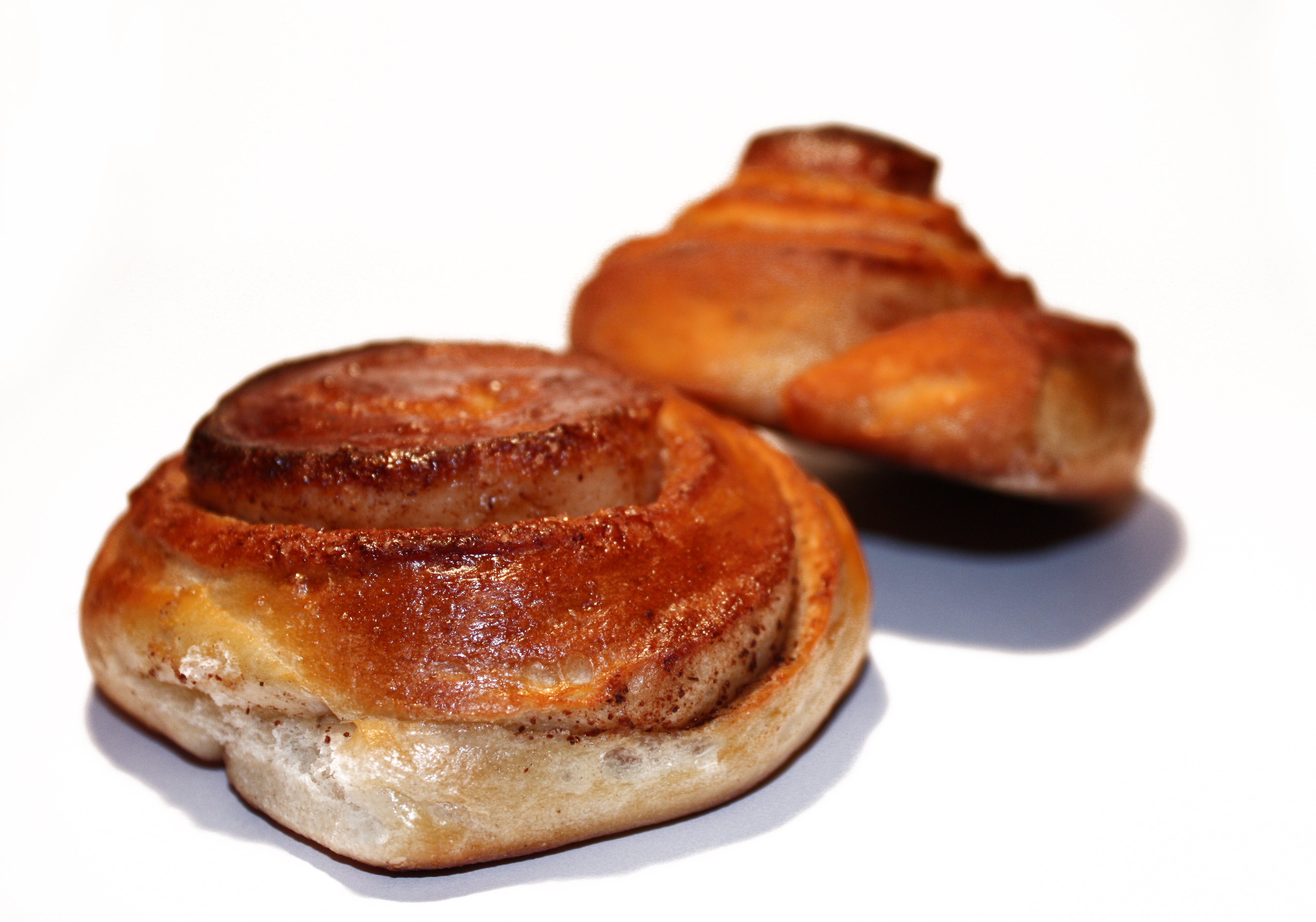
Skillsbolle norvegian
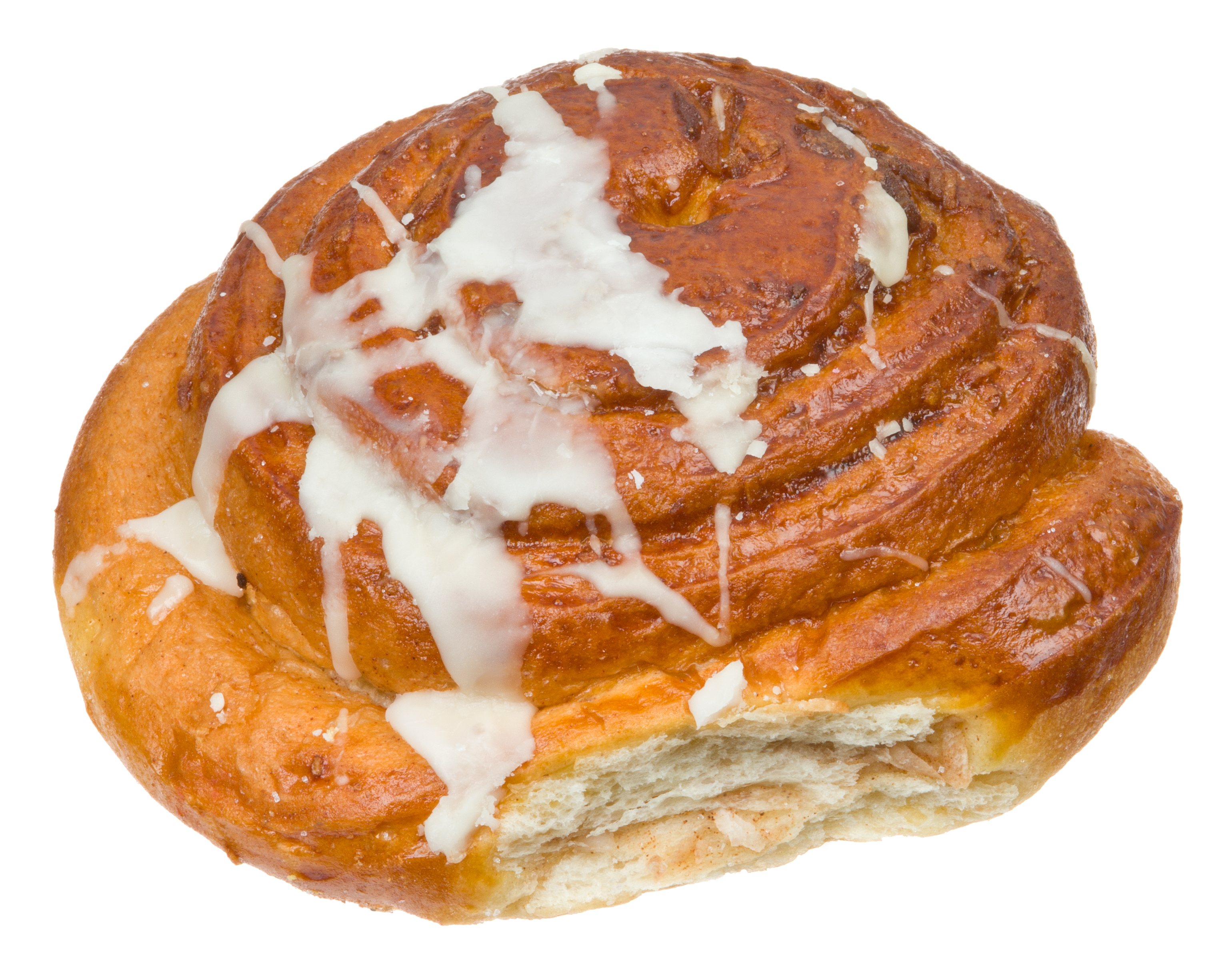
Rulada de scorțișoară americană

Procesul de coacere a „Butterkaka” sau „bostonkakku”
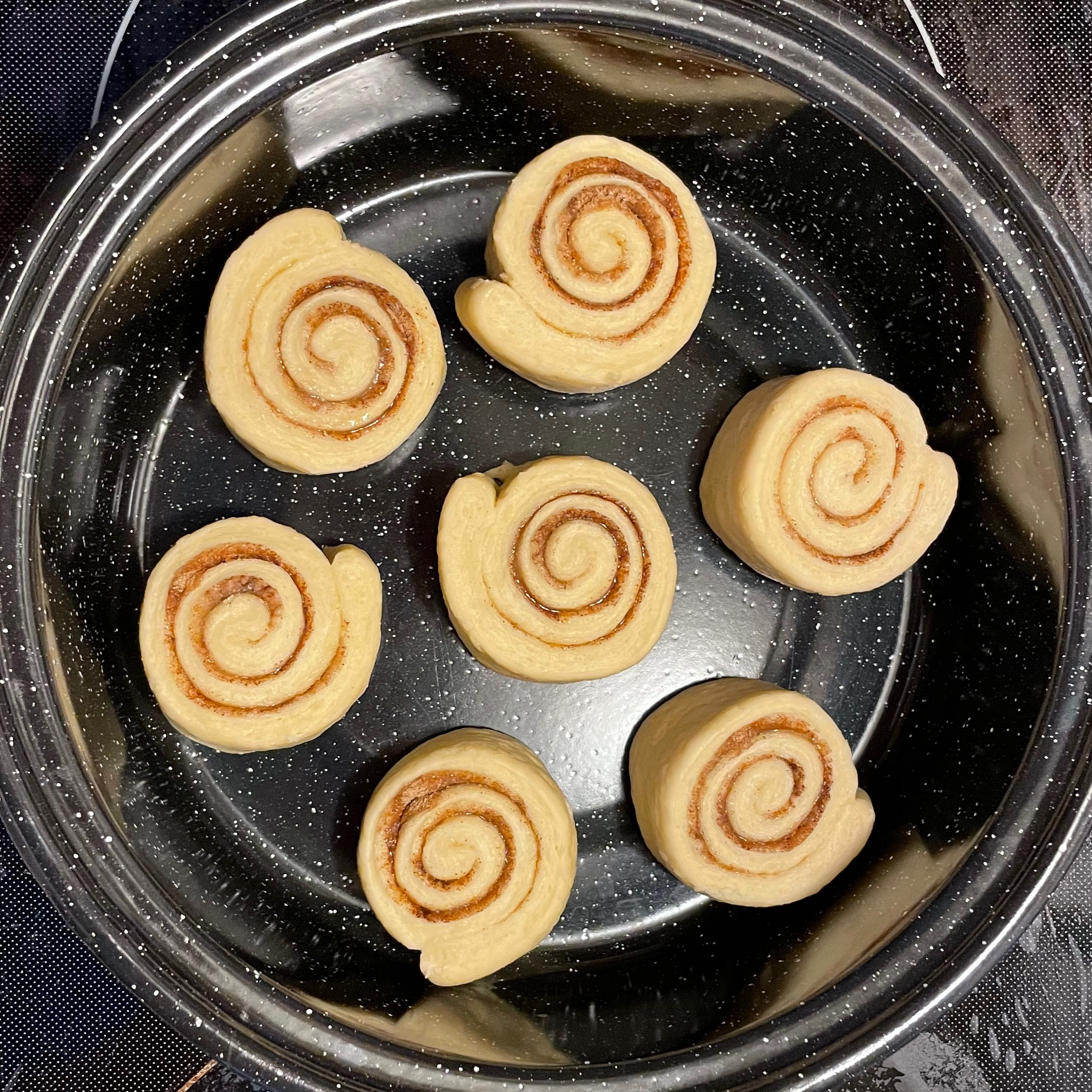
Rulouri cu scorțișoară necoapte
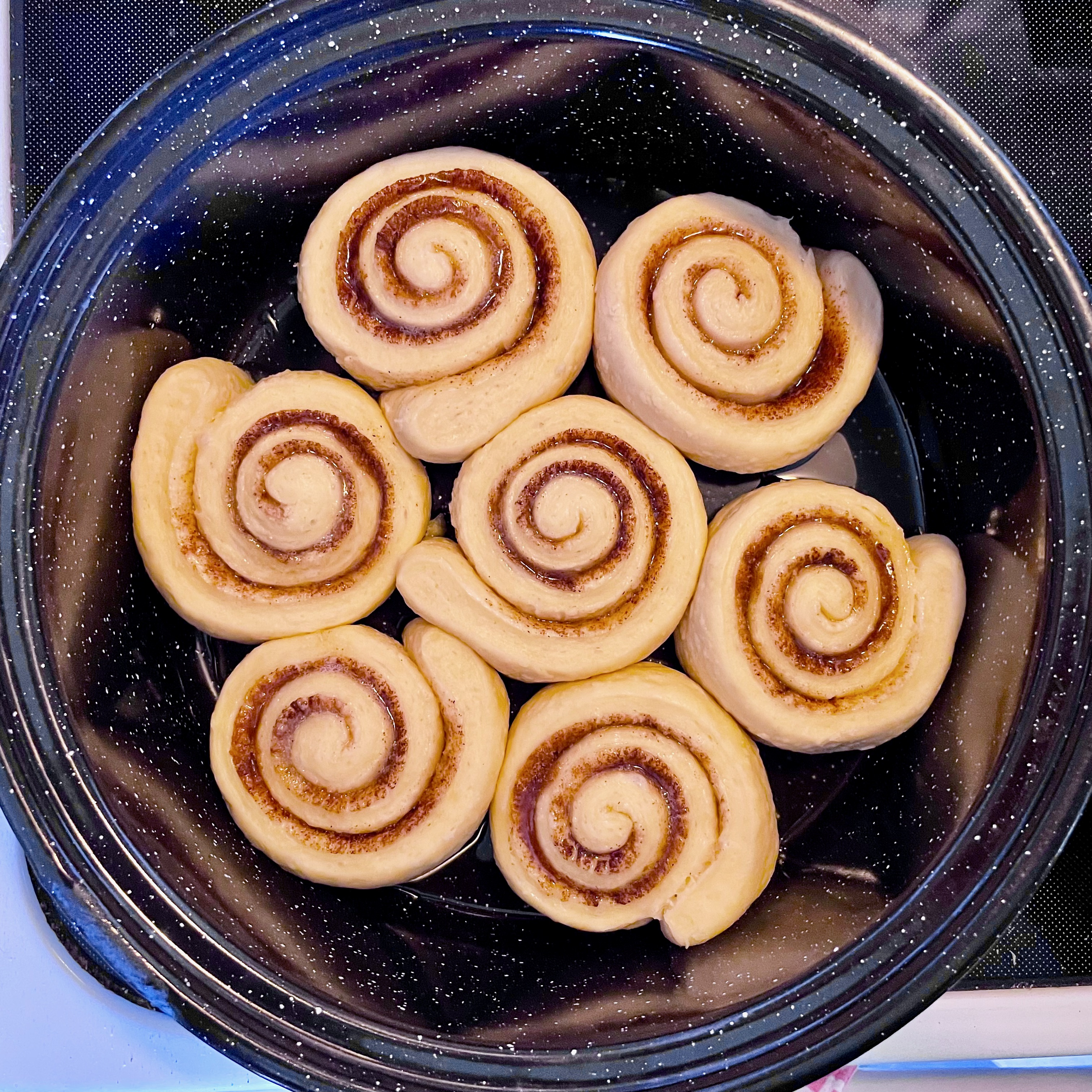
Gata de coacere după dospire
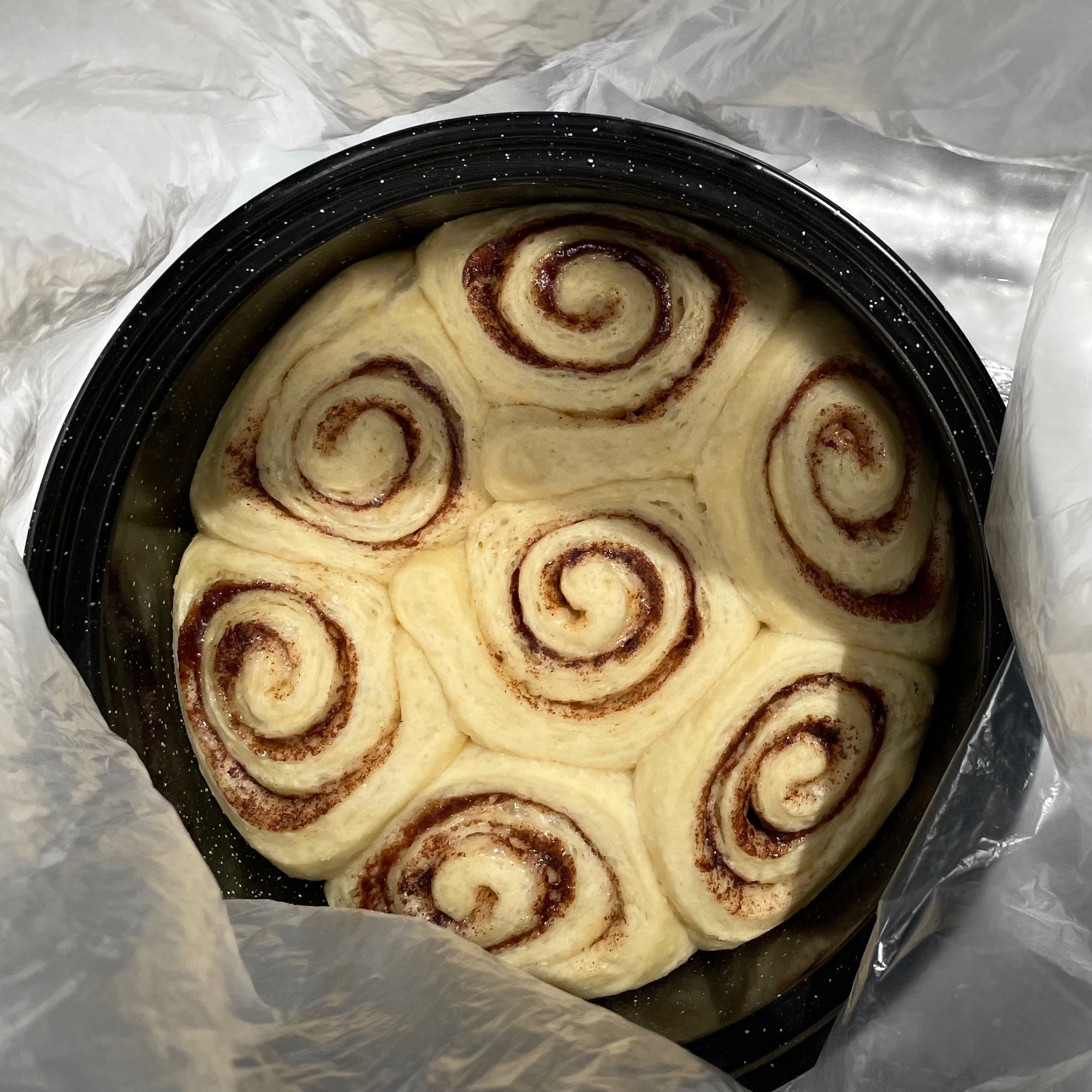
Rulouri parțial coapte într-un aragaz solar
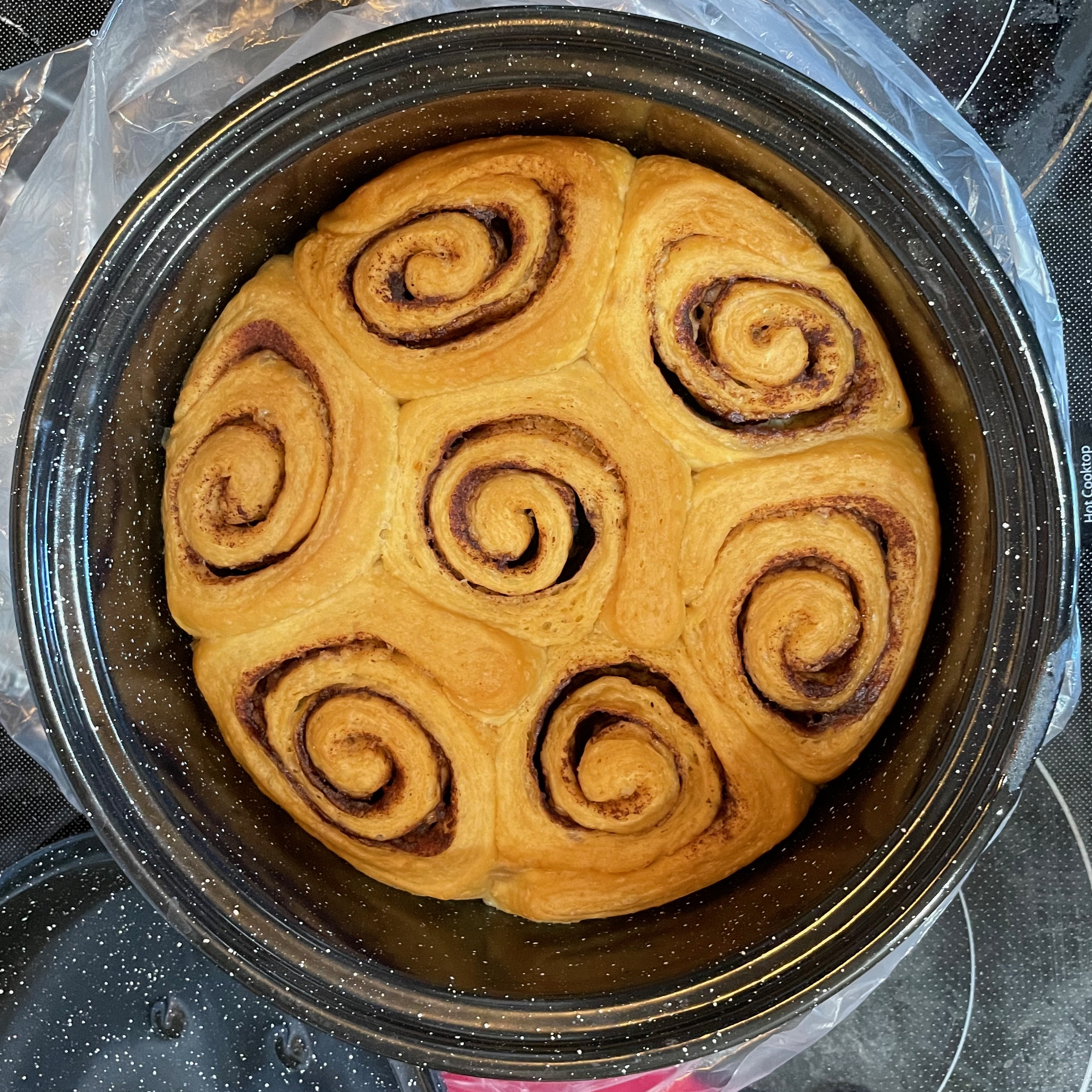
Rulouri de scorțișoară complet coapte